# Trenette al pesto
Le trenette al pesto (o anche linguine al pesto) sono un tipo di pastasciutta tipica della cucina ligure.
Gli ingredienti di questa ricetta sono la pasta, ovvero le trenette o le linguine: le prime lunghe quanto lo spaghetto ma, a differenza di questo, di sezione ellittica, e il pesto.
La ricetta tradizionalmente vuole che insieme alla pasta e al pesto vi siano anche fagiolini lessati e patate lessate tagliate a pezzi, che accompagnano il piatto conferendogli maggiore gusto e completezza.
La stessa ricetta vale anche per le linguine che hanno la stessa lunghezza degli spaghetti, ma sono di formato piatto e più sottili delle trenette.